# 프로비던스 레즈
| 프로비던스 레즈 로드아일랜드 레즈 | |
| 콘퍼런스                          | |
| 디비전                            | 이스트 디비전 (1936년~1952년) (1961년~1973년) 노스 디비전 (1973년~1976년) |
| 설립연도                          | 1926년 1936년 (AHL 가입) |
| 해체연도                          | 1977년 |
| 역사                              | 프로비던스 레즈 (1926년~1976년) 로드아일랜드 레즈 (1976년~1977년) 빙엄턴 더스터스 (1977년~1980년) 빙엄턴 훼일러즈 (1980년~1990년) 빙엄턴 레인저스 (1990년~1997년) 하트퍼드 울프팩 (1997년~2010년) 코네티컷 훼일 (2010년~2013년) 하트퍼드 울프팩 (2013년~현재) |
| 경기장                            | 로드아일랜드 오디토리움 프로비던스 시빅 센터 |
| 연고지                            | 로드아일랜드주 프로비던스 |
| 상징색                            | 빨강, 하양 |
| 구단주                            | |
| 단장                              | |
| 감독                              | |
| NHL 제휴                          | |
| ECHL 제휴                         | |
| 정규시즌 우승                     | 9 (1930, 1932, 1934, 1940, 1941, 1949, 1956, 1957, 1975) |
| 콘퍼런스 우승                     | |
| 디비전 우승                       | 13 (1930, 1932, 1934, 1938, 1940, 1941, 1948, 1949, 1956, 1957, 1963, 1971, 1975) |
| 칼더 컵                           | 4 (1938, 1940, 1949, 1956) |
| 영구 결번                         | |

프로비던스 레즈/로드아일랜드 레즈(Providence Reds/Rhode Island Reds)는 미국 로드아일랜드주 프로비던스를 연고지로 하는 1936년부터 1977년까지 AHL 소속되었던 아이스 하키팀이다.
1977년 연고지를 뉴욕주 빙엄턴 (빙엄턴 더스터스)로 이전했다.

## 역대 홈경기장
| 프로비던스 레즈/로드아일랜드 레즈 |               |               |                           |      |
| 경기장                            | 사용기간      | 수용인원      | 장소                      | 비고 |
| 로드아일랜드 오디토리움           | 1926년~1972년 | 5,300명       | 로드아일랜드주 프로비던스 | 빈칸 |
| 프로비던스 시빅 센터              | 11,075명      | 1972년~1977년 | 로드아일랜드주 프로비던스 | 빈칸 |